# Santiago dos Velhos
Santiago dos Velhos ist eine Gemeinde (Freguesia) im portugiesischen Kreis Arruda dos Vinhos. In ihr leben 1289 Einwohner (Stand 19. April 2021).